# Església de Jesús i Maria (Tarragona)
Església de Jesús i Maria és una capella del municipi de Tarragona protegida com a bé cultural d'interès local. En destaquen dos elements: la façana dissenyada per Ignasi Jordà i l'interior que conté una altar, dissenyat per Antoni Gaudí (altar). A la façana, com a la resta d'edificis de l'Eixample, destaca la bona qualitat de la pedra escairada i l'organització regular de les  obertures. A l'interior, la decoració neomedieval de les columnes de ferro i de les voltes, però sobretot l'altar d'alabastre i el retaule de fusta. Al cambril de la Verge hi ha arcs catenaris.

## Descripció
Edifici religiós de caràcter singular que correspon a la primera època de construcció de l'Eixample.
La capella no era pas un edifici independent de la resta del col·legi sinó un espai paral·lelepipèdic situat al seu eix més gran. Perpendicular a la façana, té una porta d'accés al carrer Méndez Núñez.
L'espai està dividit en tres naus mitjançant dues files de columnes de ferro de fosa d'una gran esveltesa, les dues últimes de les quals sustenten el cor. Al damunt hi ha voltes neogòtiques amb nervadures apuntades. Presbiteri trapezoidal i al seu costat més petit es troba l'altar, el manifestador i el cambril. Capella amb decoració pictòrica d'elements florals geomètrics i abundància de daurats. El paviment és un escacat de rajoles blanques i negres.
A la part de capçalera cal assenyalar l'altar dissenyat per Gaudí. La taula és d'un alabastre molt fi i el retaule és de fusta. A la part posterior hi ha un cambril amb una imatge de la Verge. En aquesta zona trobem una coberta amb arcs catenaris realitzats per Gaudí. Essent l'obra més destacada que Gaudí va fer per la ciutat.

## Història
Formava part del col·legi de Jesús-Maria, construït per l'arquitecte Ignasi Jordà i Arnalich i enderrocat el 1978 encara que havia sigut construït després i a més a més no és l'original sinó una altra posterior finançada amb donatius. El 1936 va patir greus danys.